# Église Saint-Pierre de Chaon
Pour les articles homonymes, voir Église Saint-Pierre.
L'église Saint-Pierre est une église catholique édifiée au milieu du XIIe siècle, située à Chaon, en Sologne, en France.

## Localisation
L'église est située dans le département français de Loir-et-Cher, sur la commune de Chaon dans le diocèse de Blois.
L'église fait partie du groupement inter-paroissiale de Lamotte-Beuvron, Vouzon, Chaon, Souvigny-en-Sologne, Saint-Viâtre et Marcilly-en-Gault.

## Historique
Le maître d'œuvre est inconnu. La construction de l'église débute au milieu du XIIe jusqu'au 4e quart du XIXe siècle. Cette église est donnée en 1148 par Manasses de Garlande, évêque d'Orléans à l'abbaye de Ferrières en Gâtinais. Probablement détruite en partie par les prédicateurs de la réforme en 1570, elle fut reconstruite à la fin du XVIe siècle.
- En 1731, elle perd ses 3 cloches, réquisitionnées sans doute et fondues pour faire du bronze à canons. Celle qui reste fut coulée sur le territoire de la commune comme en témoignent les registres de la fabrique en paiement du fondeur et du cabaretier Jean Chettier qui a fourni le bois à brûler. Elle fut bénite en 1740 par le curé Jean Charles Huquier et baptisée "Pierre"

- En 1806, la façade est modifiée avec la suppression de la galerie devant le porche[2].
- L'église est restaurée en 1878. Les vitraux datent de 1884 et ont été restaurés en 2010.
- En 1899, par mesure d'ordre et de propreté, le tour extérieur de l'église est clos par des barrières, ce, afin d'empêcher les animaux de brouter sur le chemin de la procession dominicale[3].

## Galerie photographique

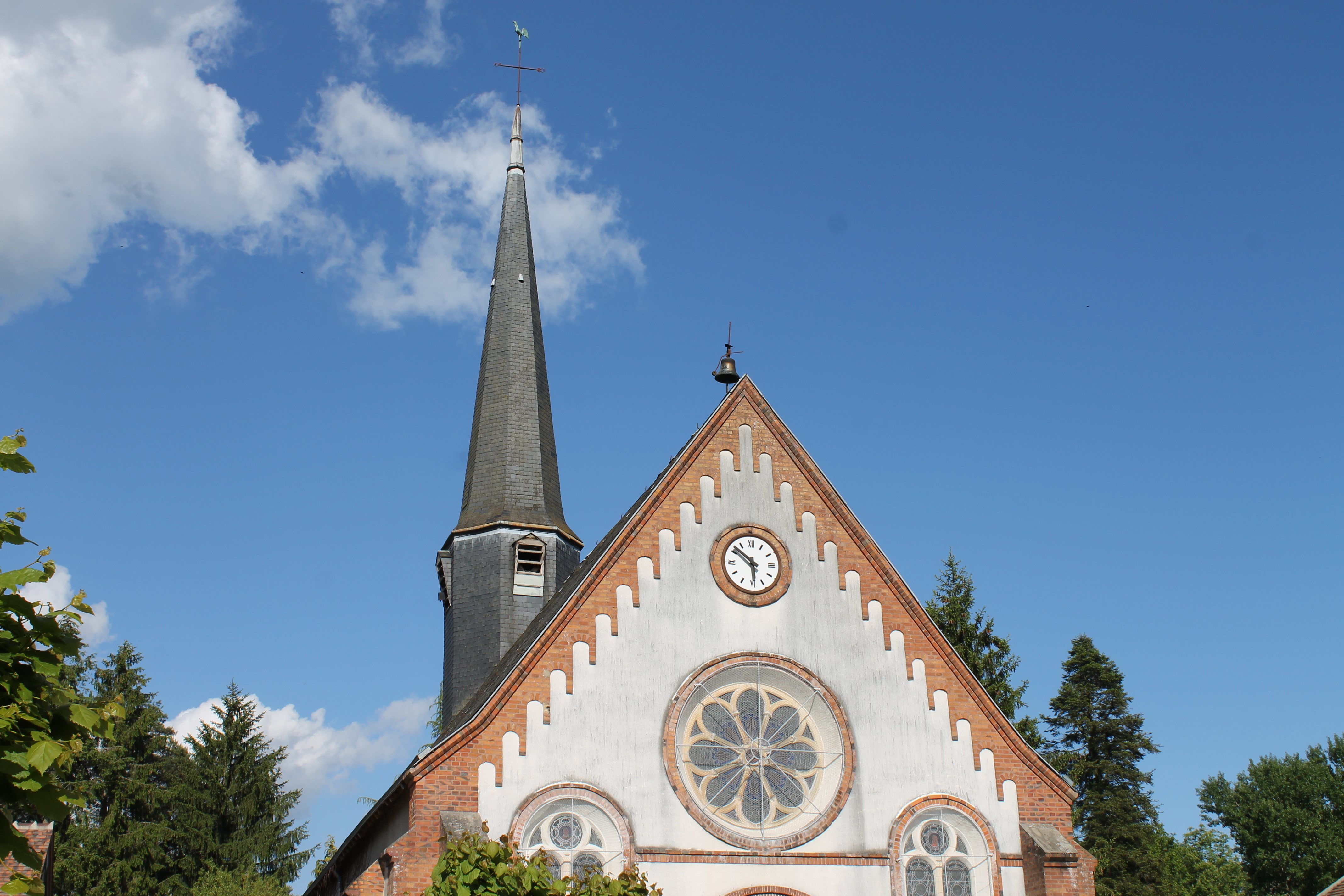
Le clocher et l'horloge.
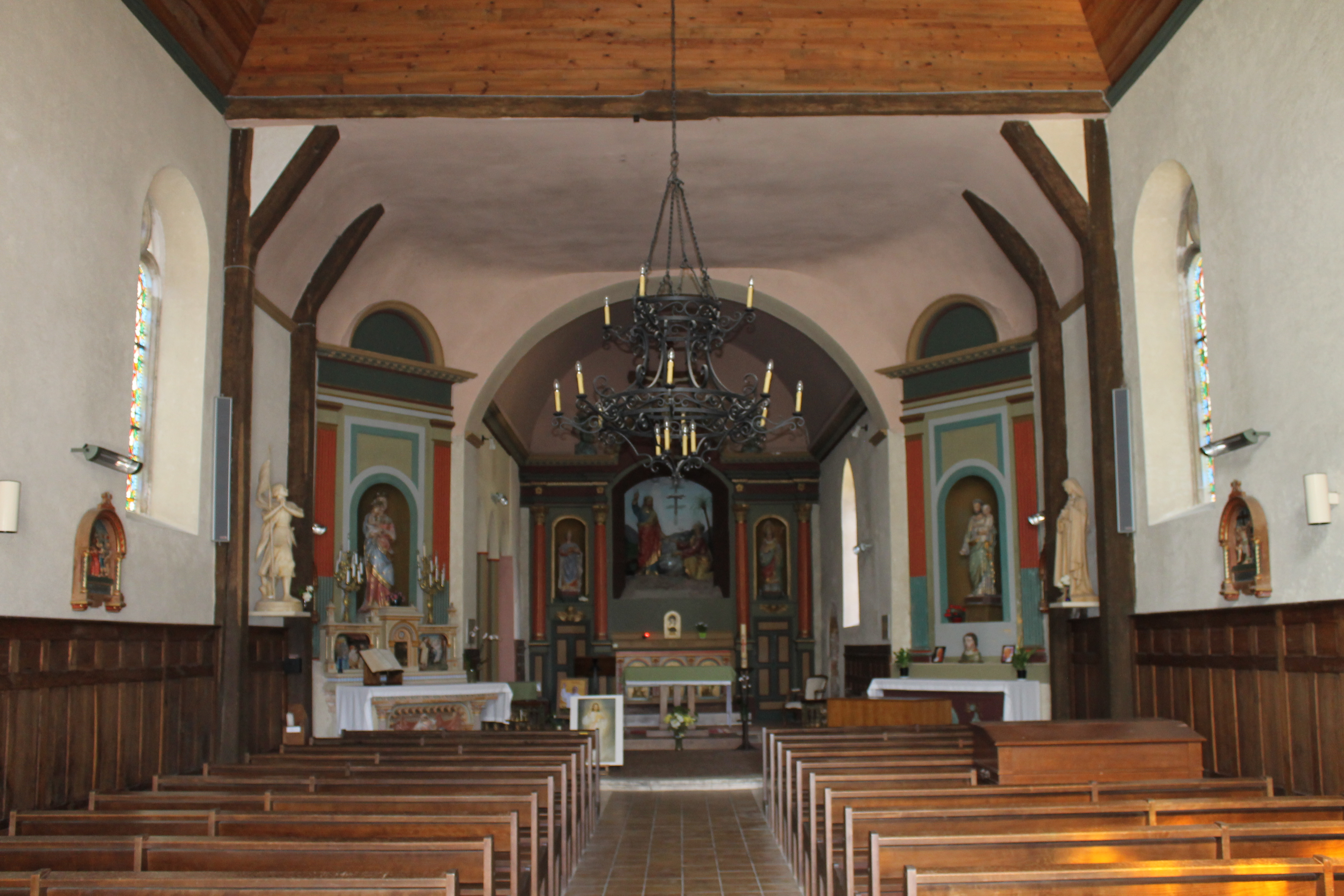
La nef.
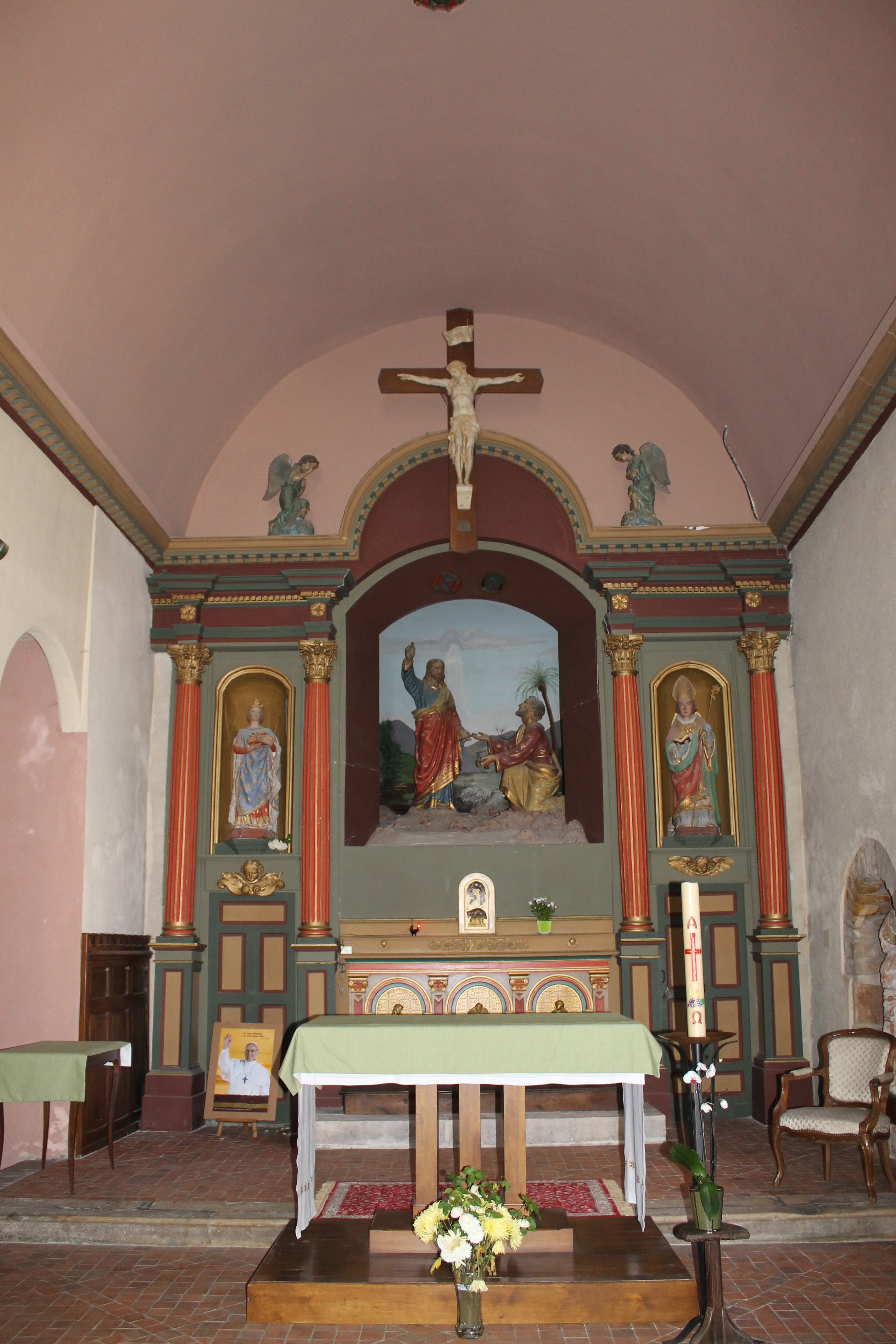
Le chœur.
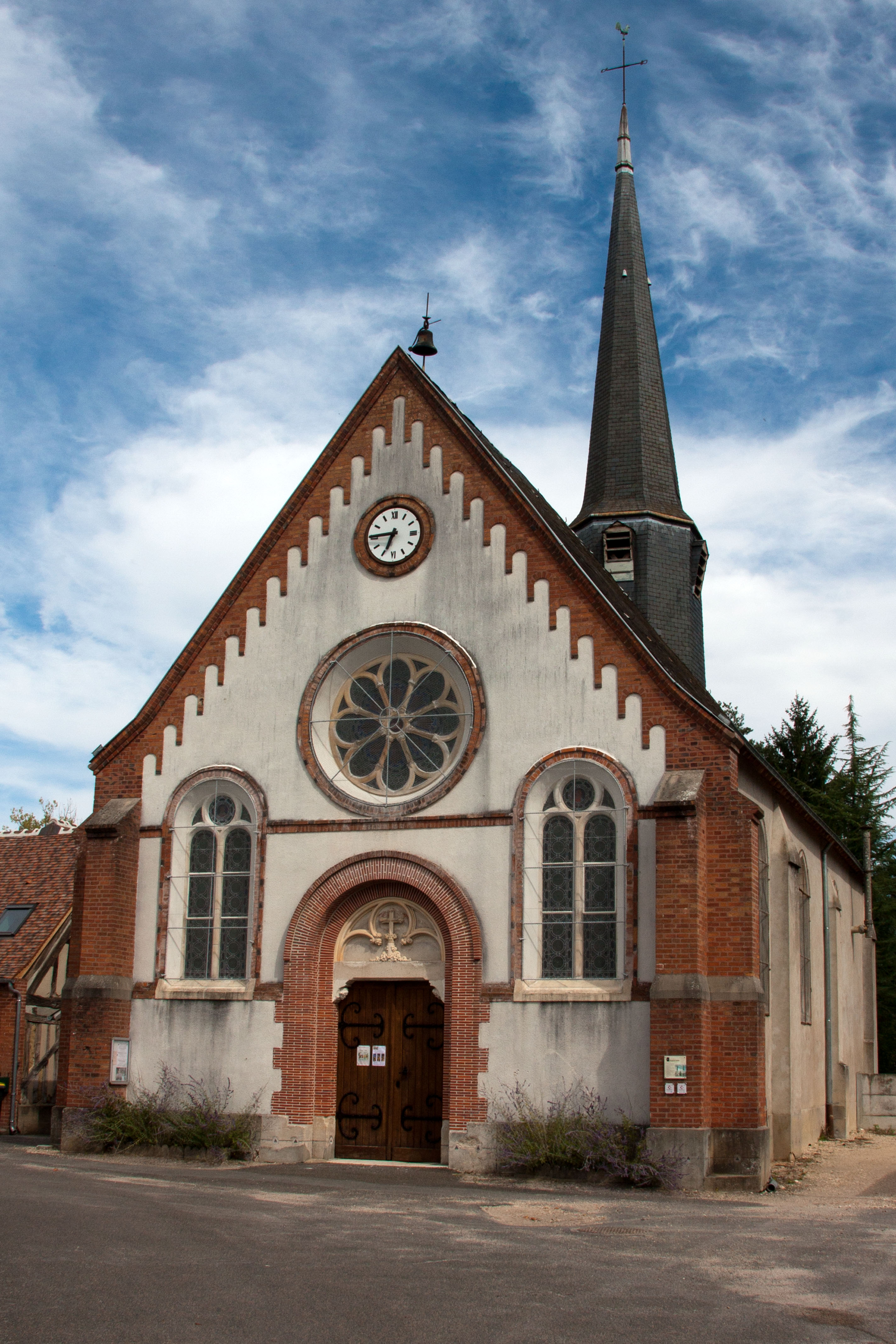
Le porche d'entrée.